# Texaco (roman)
Pour les articles homonymes, voir Texaco (homonymie).
Texaco est un roman de Patrick Chamoiseau paru le 27 août 1992 aux éditions Gallimard et récompensé par le prix Goncourt la même année.

## Historique
Le roman remporte le prix Goncourt en novembre 1992, plus de soixante-dix ans après un autre auteur antillais, René Maran pour Batouala. Il gagne de 7 voix contre 3 pour Julius et Isaac de Patrick Besson, L'Âge de pierre de Paul Guimard, Cœur de père de Pierre Veilletet, Charles et Camille de Frédéric Vitoux et La Démence du boxeur de François Weyergans,.

## Résumé
Texaco est un quartier de Fort-de-France appelé ainsi car il a été construit autour de réservoirs appartenant à la succursale de l'entreprise pétrolière Texaco. Cette épopée de la conquête créole de la ville, alimentée par les mémoires de Marie-Sophie Laborieux, fondatrice de Texaco, qui témoigne auprès de l'auteur-narrateur, est organisée autour de l'idée messianique d'un Christ. Ce dernier est un employé du bureau des services urbains chargé de rationaliser le bidonville de Texaco, qui cache sa richesse et sa complexité sous des dehors insalubres.
Les souvenirs de Marie-Sophie Laborieux, transcrits dans un splendide français mâtiné de créole, retracent l'histoire de la Martinique depuis le XIXe siècle à travers la petite histoire de son père Esternome. Ils s'achèvent sur le récit de son propre combat contre le « béké des pétroles » pour l'érection du quartier Texaco, véritable symbole de la lutte des Noirs antillais pour sortir de la nuit coloniale et construire leur identité créole.
Le roman est entrecoupé d'extraits des Cahiers de Marie-Sophie Laborieux ainsi que de Notes de l'urbaniste au Marqueur de paroles qui apportent des éléments nouveaux à l'histoire et renforcent l'idée de polyphonie propre au roman. En effet, la triple mise en abyme du récit (le marqueur de parole évoque ce que la narratrice lui a dit, elle-même relatant ce que son père lui a raconté) permet un entremêlement des voix assez étonnant.

## Personnages principaux

### Marie-Sophie Laborieux
(avril 2014).
Marie-Sophie Laborieux – dont le prénom Marie connote la maternité et Sophie la Sagesse – au nom qui évoque le travail infatigable raconte sous forme de souvenirs l’histoire de son quartier pour convaincre un urbaniste, venu dans le but de le détruire, de le conserver. Pour cela elle remonte au temps de l’esclavage et convoque alors un autre personnage, son père, Esternome. Elle expose la richesse culturelle de Texaco et la lutte acharnée de ses habitants pour garder cet espace symbolique[réf. nécessaire].
Au dernier chapitre, intitulé « Résurrection », toute l’histoire qui précède a été reprise par un « Marqueur de paroles », aussi appelé « Oiseau de Cham », et ce dernier a donné une nouvelle structure à ce que son « informatrice », Marie-Sophie Laborieux, lui a conté[pas clair]. Le récit relate alors la rencontre entre notre personnage et l’urbaniste et le sermon que Marie-Sophie Laborieux lui a fait pour l’empêcher de détruire son quartier.
Ce personnage se caractérise par sa force de conviction et son entêtement.

### Autres personnages importants
- « Oiseau de Cham » appelé aussi « Marqueur de Paroles »
- Esternome, père de Marie-Sophie Laborieux
- Idoménée, mère de Marie-Sophie Laborieux
- L'urbaniste (présenté comme « le Christ » tout au long du roman) représente l’urbaniste et homme politique Serge Letchimy qui a mené la rénovation du bidonville avec les habitants. Serge Letchimy dissèque cette expérience dans sa thèse résumée dans l’ouvrage « De l’habitat précaire à la ville : l’exemple martiniquais » publié aux éditions L'Harmattan (1992) la même année que Texaco[5].

## Réception
Lauréat du prix Goncourt en 1992, Texaco est reconnu par les Éditions Gallimard comme étant « le grand livre de l'espérance et de l'amertume du peuple antillais, depuis l'horreur des chaînes jusqu'au mensonge de la politique de développement moderne. »
Dans Le Monde, Josiane Savigneau vante un « roman important », et dans Télérama, Yasmine Youssi observe « Plus qu'un roman, un flux continu. De paroles, de souvenirs, de personnages, de paysages, d'émotions. Un flot intarissable porté par une langue unique, mêlant le français au créole, les mots les plus sacrés aux termes les plus crus. »

## Éditions
- Éditions Gallimard, 1992  (ISBN 2-07-072750-5).
- Coll. « Folio » no 2637, éditions Gallimard, 1994  (ISBN 2070389529).